# Gerd Lüdemann
Gerd Lüdemann (5. července 1946 Visselhövede – 23. května 2021 Göttingen) byl zvláště kritický profesor teologie na univerzitě v Göttingenu, který původně vedl katedru nového zákona.
Poté, co v roce 1996 v článku v Evangelische Zeitung napsal, že zmrtvýchvstalý Ježíš je kostlivcem ve skříni evangelické církve, byl z katedry po stížnosti Konfederace evangelických církví v Dolním Sasku odstraněn.
Byla pro něho zřízena katedra dějin a literatury raného křesťanství a bylo mu zakázáno účastnit se zkoušek bohoslovců. Proti tomuto rozhodnutí postupoval právní cestou, ovšem jeho žaloba byla v poslední instanci zamítnuta Spolkovým správním soudem 3. listopadu 2005.